# Sérapion d'Alger
Sérapion (1179-1240) est un martyr, d'origine irlandaise ou écossaise, appartenant à l'Ordre de Notre-Dame-de-la-Merci. Immortalisé en 1628 par le peintre Francisco de Zurbarán, il est inscrit au martyrologe romain par Benoît XIV en 1743 et sa fête est le 14 novembre.

## Biographie
Sérapion est né à Londres en 1179 d'une famille militaire liée à Henri II. Il s'enrôle dans l'armée de Richard Cœur de Lion et participe à la troisième croisade (1189-1192). Il prend ensuite part à l'un des épisodes de la Reconquista, en s'engageant, aux côtés de Léopold VI d'Autriche, dans l'armée regroupée par Alphonse VIII de Castille : l'expédition se soldera, en 1212, par la victoire sur les Almohades. Demeuré en Espagne, Sérapion fait la connaissance de saint Pierre Nolasque, fondateur des mercédaires, dont la vocation est de racheter les captifs prisonniers des musulmans. Ayant reçu l'habit en 1222, il mène désormais l'existence de ces religieux qui, aux trois vœux traditionnels, avaient ajouté celui de servir d'otage, voire d'offrir leur vie en rançon, si besoin était. C'est ainsi qu'il collabore à diverses entreprises de rédemption en territoire musulman, délivrant de nombreux chrétiens de l'esclavage, jusqu'à l'ultime mission de 1240. Cette année-là, il doit se rendre à Alger, avec un confrère nommé Berenguer de Bañeras, pour libérer des prisonniers sur le point d'apostasier. Comme la somme apportée (provenant d'aumônes recueillies par les mercédaires) ne peut suffire au paiement, il accepte d'être gardé en otage, pendant que son compagnon part pour Barcelone, trouver l'argent qui complètera la rançon. De son côté, une fois averti, Pierre Nolasque, qui se trouvait alors à Montpellier, écrit de toute urgence une lettre à son lieutenant, Guillaume de Bas, dans laquelle il lui commande de réunir les fonds nécessaires et de les envoyer à Alger. L'argent n'arrivera pas dans les délais exigés. C'est pourquoi, le 14 novembre 1240, les Barbaresques, sous les ordres d'un certain Selim Benimarin, attachent Sérapion sur une croix de saint André, l'éviscèrent, le démembrent et lui tranchent la gorge.

## Postérité

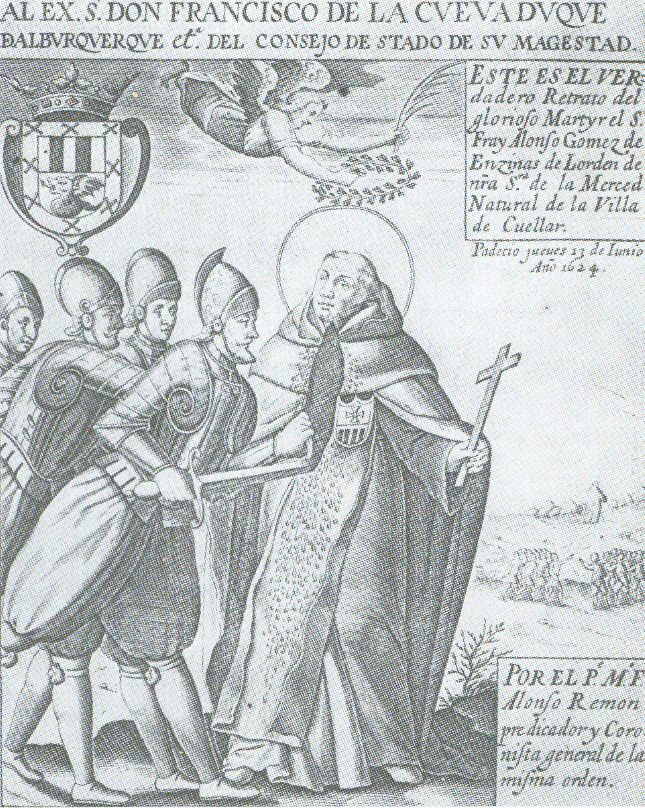
Scène du martyre d'un mercédaire (fray Alonso Gomez Encinas)

Protomartyr de l'ordre, Sérapion a fait très tôt l'objet d'une vénération particulière de la part des mercédaires. Aussi le pape Benoît XIII confirmera-t-il à son sujet, le 20 mars 1728, la sentence de culte immémorial, délivrée par la Congrégation des rites, avant que Benoît XIV ne l'inscrive au martyrologe romain, le 14 août 1743. La mémoire de saint Sérapion d'Alger, ainsi appelé en référence au lieu de son supplice, se célèbre le 14 novembre. Il est considéré comme le patron des malades et de la ville d'Azul (Buenos Aires), et comme l'un des patrons de la cité de Pampelune. La renommée de son martyre dans le monde hispanophone a entraîné l'utilisation de son nom pour une potion censée apaiser les douleurs abdominales. Ce n'est cependant pas la médecine de grand-mère, mais le pinceau de Zurbaran, qui a rendu le mercédaire célèbre, grâce à une toile peinte en 1628, à la demande du couvent de la Merci Chaussée de Séville (actuel Museo de Bellas Artes). Jusqu'à l'invasion napoléonienne, ce tableau resta accroché dans l'une des chapelles funéraires du couvent, avec son cartel libellé Beatus Serapius. Ainsi placé, il était susceptible d'éveiller la dévotion des moines, et de familiariser ceux-ci avec l'idéal d'héroïsme physique et spirituel, impliqué dans le charisme de l'ordre. D'un mysticisme saisissant, l'œuvre joue sur des contrastes suggestifs : entre le vêtement éclatant et le fond obscur, entre le glacis neigeux et les plis tourmentés de l'habit, entre l'inconfort de la position du saint attaché à l'instrument de son supplice, et la quiétude de son visage, évoquant l'extase spirituelle, l'abandon entre les mains de Dieu, le repos éternel chèrement acquis.     